# Richard Moeller
Richard Wilhelm Ludwig Moeller (* 31. März 1890 in Rostock; † 16. Dezember 1945 im Speziallager Nr. 9 Fünfeichen) war ein deutscher Historiker, Lehrer, Politiker (DDP) und Autor.

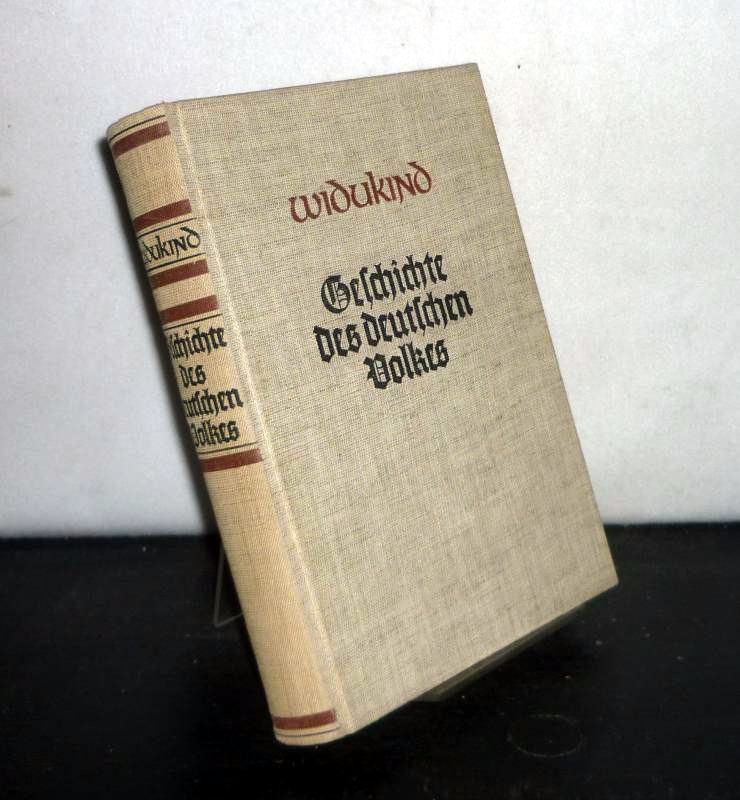
Richard Moellers Buch unter Pseudonym Widukind – Geschichte des Deutschen Volkes

## Leben und Wirken
Richard Moeller wurde als Sohn des Rechtsanwaltes Anton Moeller (1838–1903) und dessen Frau von Antonia, geb. Piper (1851–1931), in eine Rostocker Juristenfamilie geboren. Nach dem Abitur 1907 an der Großen Stadtschule zu Rostock nahm er zum Wintersemester 1907/08 ein Studium der Geschichte und Germanistik an der Universität Rostock auf, wo er zunächst ein Semester absolvierte. Nach Aufenthalten an den Universitäten München (1 Semester) und Berlin (2 Semester) kehrte er zum Wintersemester 1909/10 an die Universität Rostock zurück, wo er nach sechs weiteren Semestern 1912 das Staatsexamen für das Lehramt an höheren Schulen ablegte. Anschließend absolvierte er den Vorbereitungsdienst am Gymnasium in Rostock sowie an den Realgymnasien in Schwerin und Malchin. 1914 promovierte er bei Hermann Reincke-Bloch im Fach Geschichte mit dem Prädikat „summa cum laude“ zum Dr. phil. (Dissertation: Forschungen zur Geschichte von Kaisertum und Papsttum im Beginn des 14. Jahrhunderts).
Moeller trat als Studienrat in den Höheren Schuldienst ein und war von 1914 bis 1933 als Oberlehrer am Lyzeum in Rostock tätig.
Ab 1915 nahm er als Soldat am Ersten Weltkrieg teil (Heeresdienst). Er wurde 1917 als Kriegsbeschädigter entlassen, zuletzt hatte er den Rang eines Unteroffiziers eingenommen.
Nach der Novemberrevolution beteiligte sich Moeller an der Gründung der Deutschen Demokratischen Partei (DDP) in Mecklenburg-Schwerin und wurde 1920 zum Vorsitzenden der Ortsgruppe Rostock gewählt; von 1926 bis 1933 war er Landesvorsitzender Mecklenburg-Schwerin der DDP. Von 1921 bis 1933 war Moeller Abgeordneter des Mecklenburg-Schwerinschen Landtages, zuletzt als Mitglied der Bürgerlichen Arbeitsgemeinschaft der Mitte (BAM). Vom 8. Juli 1926 bis zum 9. Juli 1929 amtierte er (mit kurzer Unterbrechung 1927) als Staatsminister der Justiz sowie als Staatsminister für Unterricht, Kunst, geistliche und Medizinalangelegenheiten in der von Ministerpräsident Paul Schröder geführten Regierung des Freistaates Mecklenburg-Schwerin (Kabinette Schröder I und Schröder II).
Während der Weimarer Republik gehörte er auch der Historischen Kommission für Mecklenburg an.
Nach der Machtübernahme der Nationalsozialisten wurde Moeller 1933 aus dem Schuldienst entlassen. Er verdingte sich bis 1941 als Privatgelehrter und Schriftsteller. Nach Veröffentlichung seines Buches Von Rurik bis Stalin wurde er wieder in den Schuldienst übernommen und arbeitete von 1942 bis 1945 als Lehrer am Gymnasium in Neubrandenburg.
Nach dem Kriegsende wurde Moeller im Juli 1945 zum Ministerialdirektor der Abteilung Kultur und Volksbildung in der Landesverwaltung Schwerin ernannt. Als solcher war er auch Kurator der Universität Rostock. Im Herbst 1945 verhaftete ihn die Sowjetische Militäradministration und internierte ihn im Speziallager Nr. 9 Fünfeichen. Zur Last gelegt wurde ihm die Autorenschaft der 1939 erschienenen, teils antibolschewistischen Abhandlung Von Rurik bis Stalin. Richard Moeller starb an den Folgen der Lagerhaft.
Richard Moeller war mit Dorothea, geb. Jesse, verheiratet und hatte eine Tochter und einen Sohn.

## Werke (Auswahl)
- Ludwig der Bayer und die Kurie im Kampf um das Reich. Forschungen (= Historische Studien. Bd. 116). Ebering, Berlin 1914 (erweiterte Fassung der Dissertation).
- unter dem Pseudonym „Widukind“: Geschichte des deutschen Volkes. Armanen-Verlag, Leipzig 1934.
- Von Rurik bis Stalin. Wesen und Werden Rußlands. Goldmann, Leipzig 1939; neue, veränderte Auflage 1940 und 1941 als Russland. Wesen und Werden; 1943 wieder unter dem ursprünglichen Titel.
- Lebenserinnerungen (= Veröffentlichungen der Historischen Kommission für Mecklenburg. Reihe C, Bd. 9). Hrsg. von Bernd Kasten. Schmidt-Römhild, Rostock 2010, ISBN 978-3-7950-3748-2.